# Сведберг, Юнатан
Ула Юнатан Сведберг (швед. Ola Jonathan Svedberg; род. 22 марта 1999, Швеция) — шведский футболист, полузащитник клуба «Хальмстад».

## Клубная карьера
Начал заниматься футболом в «Астрио» в семилетнем возрасте. В 2012 году присоединился к юношеской команде «Хальмстада». С 2016 года начал привлекаться к тренировкам с основной командой. 2 июля 2016 года дебютировал за клуб в Суперэттане в игре с «АФК Юнайтед», заменив в середине второго тайма Иво Пенкальски. По итогам сезона клуб попал в стыковые матчи, победив в которых вышел в Альсвенскан. 1 апреля 2017 года Сведберг впервые сыграл в чемпионате Швеции в матче первого тура с «Эстерсундом». Спустя сезон вернулся в Суперэттан, где провёл следующие три сезона. За это время Юнатан провёл 73 матча и забил два мяча. В январе 2021 года в тренировочном матче получил травму крестообразных связок, в результате чего был вынужден пропустить весь год.

## Достижения
Хальмстад
- Победитель Суперэттана: 2020
- Второе место Суперэттана: 2022

## Клубная статистика
| Выступление      | Выступление      | Выступление      | Лига | Лига | Кубки | Кубки | Конт. кубки | Конт. кубки | Итого | Итого |
| Клуб             | Лига             | Сезон            | Игры | Голы | Игры  | Голы  | Игры        | Голы        | Игры  | Голы  |
| ---------------- | ---------------- | ---------------- | ---- | ---- | ----- | ----- | ----------- | ----------- | ----- | ----- |
| Хальмстад        | Суперэттан       | 2016             | 5    | 0    | 0     | 0     | 0           | 0           | 5     | 0     |
| Хальмстад        | Алльсвенскан     | 2017             | 11   | 0    | 1     | 0     | 0           | 0           | 12    | 0     |
| Хальмстад        | Суперэттан       | 2018             | 27   | 2    | 2     | 0     | 0           | 0           | 29    | 2     |
| Хальмстад        | Суперэттан       | 2019             | 22   | 0    | 2     | 0     | 0           | 0           | 24    | 0     |
| Хальмстад        | Суперэттан       | 2020             | 24   | 0    | 3     | 0     | 0           | 0           | 27    | 0     |
| Хальмстад        | Алльсвенскан     | 2021             | 0    | 0    | 0     | 0     | 0           | 0           | 0     | 0     |
| Хальмстад        | Суперэттан       | 2022             | 24   | 2    | 2     | 0     | 0           | 0           | 26    | 2     |
| Хальмстад        | Итого            | Итого            | 113  | 4    | 10    | 0     | 0           | 0           | 123   | 4     |
| Всего за карьеру | Всего за карьеру | Всего за карьеру | 113  | 4    | 10    | 0     | 0           | 0           | 123   | 4     |